# Cerkev sv. Duha, Ribčev Laz
Cerkev sv. Duha v Ribčevem Lazu je podružnična cerkev Župnije Srednja vas v Bohinju. Stoji ob južni obali Bohinjskega jezera, ob cesti, ki povezuje naselji Ribčev Laz in Ukanc. Posvečena je svetemu Duhu.

## Zgodovina
Okoliški prebivalci so se po dolgem obdobju slabe rodnosti poljskih pridelkov zaobljubili, da bodo zgradili cerkev in v njej praznovali »tri srede«: kvaterno sredo v postu, sredo po Veliki noči in sredo po Binkoštih, vsako tretje leto pa pošiljali zbrane milodare v tirolsko mesto Innichen. Zaobljubo farani izpolnjujejo še danes in praznujejo »tri srede«, denar pa so v Innichen zadnjič poslali leta 1917. Cerkev, hkrati z zvonikom, je bila v baročnem slogu postavljena leta 1743.

## Stavba
Cerkev je dolga 16 metrov in široka 8 metrov, krita je s skodlami, ima tri oltarje (glavni je posvečen Svetemu Duhu, desni svetemu Janezu Nepomuku, levi pa svetemu Frančišku Ksaveriju). Nad vhodom v cerkev je zidan kor, na severni strani pa je prizidana kašča za shranjevanje darov v obliki žita in drugih pridelkov. Notranjost cekrve je bila v prenovi leta 1981 pobeljena, čeprav so v njej odkrili 12 fresk. Na zunanji fasadi, na vzhodni strani prezbiterija, je velika freska svetega Krištofa. Cerkev ima dva zvonova.